# ندومنگاد
ندومنگاد (به انگلیسی: Nedumangad) یک منطقهٔ مسکونی در هند است که در بخش ترواننت پورم واقع شده‌است. ندومنگاد ۳۲٫۵۲ کیلومتر مربع مساحت و ۶۰٬۱۶۱ نفر جمعیت دارد و ۶۸ متر بالاتر از سطح دریا واقع شده‌است.